# البصايلة
قرية البصايلة هي إحدى القرى التابعة لمركز المنزلة في محافظة الدقهلية في جمهورية مصر العربية. حسب إحصاءات سنة 2006، بلغ إجمالي السكان في البصايلة 818 نسمة، منهم 425 رجل و393 امرأة.